# ورنون اسمیت
ورنون لومکس اسمیت  (به انگلیسی: Vernon Lomax Smith) (زاده ۱ ژانویه ۱۹۲۷) اقتصاددان اهل آمریکا است. وی در سال ۲۰۰۲ به‌همراه دانیل کاهنمن برنده جایزه نوبل اقتصاد شد.